# Francesc Roca i Simó
Francesc Roca i Simó   (Palma, 4 de gener de 1874 - Madrid, 9 de maig de 1940) va ser un arquitecte mallorquí). Va desenvolupar la seva tasca a partir de diversos estils arquitectònics (modernisme, regionalisme, art déco i racionalisme) des d'un punt de vista eclèctic. La seva obra és present sobretot a Mallorca i Madrid, així com a l'Argentina (especialment Rosario i també a Buenos Aires).

## Biografia

### Primers anys
Excepcionalment dotat per al dibuix, va cursar estudis de Belles Arts a l'Acadèmia Provincial de Belles Arts de Palma i després va passar a Madrid per estudiar arquitectura a l'Escola d'Arquitectura de Madrid, on obtingué el títol el 1906. Encara com a estudiant, va destacar-hi en presentar diversos projectes, molt influïts per les corrents del modernisme que arribaven d'Europa, però que no van arribar a dur-se a terme. D'aquesta època és la seva primera obra: el mausoleu de Pi i Margall, que fou aixecat per subscripció popular en el Cementiri Civil de Madrid el 1907.

### Primera etapa mallorquina (1906-1910). Modernisme eclèctic
De retorn a Palma el 1906, obre despatx propi i aviat destaca en fer diverses obres de gran qualitat artística i arquitectònica, englobat dins del corrent modernista. D'aquesta primera època destaquen Can Forteza-Rey (1907), Can Segura (1907), l'Hostal Corona (1908) i especialment els edificis bessons de Can Casasayas (1908); en tots presenta ornamentacions de gran qualitat, tant en les elaborades amb ferro com les de ceràmica i vidre. Ja des de llavors mostra un estil eclèctic, basculant entre diferents corrents i influències del modernisme català (Antoni Gaudí, Lluís Domènech i Montaner), del sezession europeu (Otto Wagner, etc.) i l'Art Nouveau. A més, el 1908 és nomenat arquitecte provincial de les Illes Balears, la qual cosa el dugué a assumir alguns encàrrecs públics com el Quarter General Luque (Inca), el Manicomi Provincial (Palma) o el pla de reforma urbana de Sóller, tasques d'arquitectura més senzilla, a més de fer-se càrrec d'alguns monuments funeraris en el Cementiri de Palma.

### Etapa argentina (1910-1915). Pare del modernisme argentí
El 1910 es casa amb Julia Cabanellas Izaguirre i es trasllada a Argentina, en un moment de gran expansió de les principals ciutats del país. Roca s'estableix a Buenos Aires i es converteix de facto en introductor de l'estètica modernista al país. Així, a la capital argentina va dur a terme l'edifici del Banco de Castilla y Río de la Plata (1913); però la seva influència es va deixar notar sobretot a Rosario, ciutat llavors en ple creixement demogràfic i que havia rebut una important afluència de població espanyola i mallorquina (entre ells, la família de la seva muller). Allà Roca va dur a terme diversos projectes que avui són referents arquitectònics de la ciutat: el Palacio Cabanellas (1911), la Confitería La Europea (1911), el Banco Escolar (1911), el Club Español (1912), la Asociación Española de Socorros Mútuos (1911) i l'edifici Remonda-Montserrat (1913).

### Segona etapa mallorquina (1916-1924). Noves estètiques
El 1915 Roca torna a Espanya i s'estableix novament a Mallorca. En aquesta segona etapa mallorquina assumeix nombrosos encàrrecs privats en què continua fent gala del seu eclecticisme, evolucionant des del modernisme i incorporant les noves estètiques europees (art déco i racionalisme) combinat amb el regionalisme arquitectònic més tradicional quan era necessari. D'aquesta època i anys posteriors són l'edifici del Col·legi Notarial de Balears (1916), l'Hotel Mediterráneo (1926) i Casa Roca (1929), tots ells a Palma, així com la façana de l'església del Santuari de Lluc (Escorca, 1924) i la sucursal del Banc de Crèdit Balear a Manacor (1926).

### Etapa madrilenya (1924-1940). Racionalisme i art déco
Després de retornar a Espanya i establir-se a Mallorca, Roca va mantenir obert un despatx a Madrid per atendre els encàrrecs que li arribaven des de la capital de l'Estat. El 1924 decideix traslladar-hi la seva residència familiar; ja instal·lat a la capital madrilenya, el 1927 és nomenat arquitecte del Ministeri d'Hisenda i des de 1929 fou arquitecte diocesà de Sòria. Durant aquests anys predominen els estils racionalista i art déco al encarregar-se de nombrosos edificis d'habitatges i destacant especialment el Mercat de Tirso de Molina (1932), tots ells en un estil molt més esquemàtic, senzill i funcional, lluny de l’exuberància modernista dels primers anys.
Tot i així, Roca no va deixar d'atendre encàrrecs de la seva terra i va continuar present, malgrat la distància geogràfica. Així, va executar encàrrecs com el portal del Cementiri (1930) i el Mercat municipal (1933), tots dos a Felanitx; o Can Magí Marqués (1933) i la Delegació del Govern a Balears (1935), tots dos a Palma. Ja finalitzada la Guerra Civil, encara va poder dissenyar el Monument a les víctimes del creuer Baleares, amb el seu fill Antoni Roca Cabanellas i l'escultor Josep Ortells, inaugurat pòstumament el 1947.

## Altres dades
A part de la seva professió i atesa l'habilitat per al dibuix, Roca Simó també va ser aquarel·lista aficionat. Això el va dur a pintar nombrosos paisatges, així com pintar l'hipotètic resultat final d'alguns dels seus projectes.
El 2016 ARCA Patrimoni, entitat dedicada a la preservació del patrimoni local, va organitzar a la seva seu social de Palma una exposició monogràfica dedicada a l'arquitecte. Més endavant, i coincidint amb el 150è aniversari del seu naixement, es van publicar dos treballs sobre la seva vida i obra. Un a càrrec de Belén Fernández de Alarcón Roca, doctora en Història i besnéta de l'arquitecte; i un altre a càrrec d'ARCA Patrimoni

## Obra (selecció)

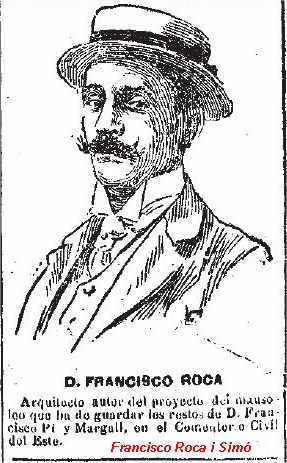
Francesc Roca (El País, 24/06/1905)

### Mallorca
Palma
- Can Forteza-Rey (1907). Pl. Marquès de Palmer, 1
- Can Segura (1907). Av. Comte de Sallent, 2
- Hostal Corona (1908). C. Josep Villalonga, 22
- Manicomi Provincial (1909). Camí de Jesús, 40
- Can Casasayas (1910-11). Pl. del Mercat
- Col·legi Notarial de Balears (1916). Via Roma, 4
- Hotel Mediterráneo (1926). Av. Gabriel Roca, 33
- Casa Roca (comerç i habitatges) (1929). C dels Hostals, 27
- Can Magí Marqués (1933). Pl. del Fortí, 5
- Delegació del Govern a Balears (1935). C. Constitució, 4
- Monument a les víctimes del creuer Baleares (1939). Parc de la Feixina

Inca
- Quarter General Luque (1909). Av. General Luque, 233

Escorca
- Façana de l'església del Santuari de Lluc (1924)

Felanitx
- Portal del Cementiri (1930)
- Mercat municipal (1933). Pl. de la Constitució

Manacor
- Sucursal del Banc de Crèdit Balear (1926). C. Alexandre Rosselló, 1

### Madrid
- Mausoleu de Pi i Margall (1907). Cementiri civil de Madrid
- Mercat de Tirso de Molina (1932). C. Doña Urraca, 15

### Argentina
Rosario
- Palacio Cabanellas (1911)
- Confitería La Europea (1911)
- Banco Escolar (1911)
- Club Español (1912)
- Asociación Española de Socorros Mutuos (1912-13)
- Edificio Remonda-Montserrat (1913)

Buenos Aires
- Banco de Castilla y Río de la Plata (1913)

### Projectes frustrats (selecció)
Altres projectes del Roca Simó no es van arribar a materialitzar, la majoria per haver-se enviat a concursos en què no va aconseguir ser el projecte guanyador. Però en força casos es conserva el disseny previ.
- Palacio Legislativo (Montevideo, 1903)
- Monument a Richard Wagner (Madrid, 1904)
- Ajuntament de Sóller (1907 y 1913)
- Palacio de Justicia (Buenos Aires, 1913)
- Monument a Miguel de Cervantes (Madrid, 1915)
- Hotel Alfonso XIII (Sevilla, 1916), per a l'Exposició Iberoamericana de 1929
- Círculo de Bellas Artes (Madrid, 1919)
- Círculo Ecuestre (Barcelona, 1920)
- Ministeri de la Marina (Madrid, 1926)
- Museo de Arte Púnico (Eivissa, 1934)

## Galeria fotogràfica

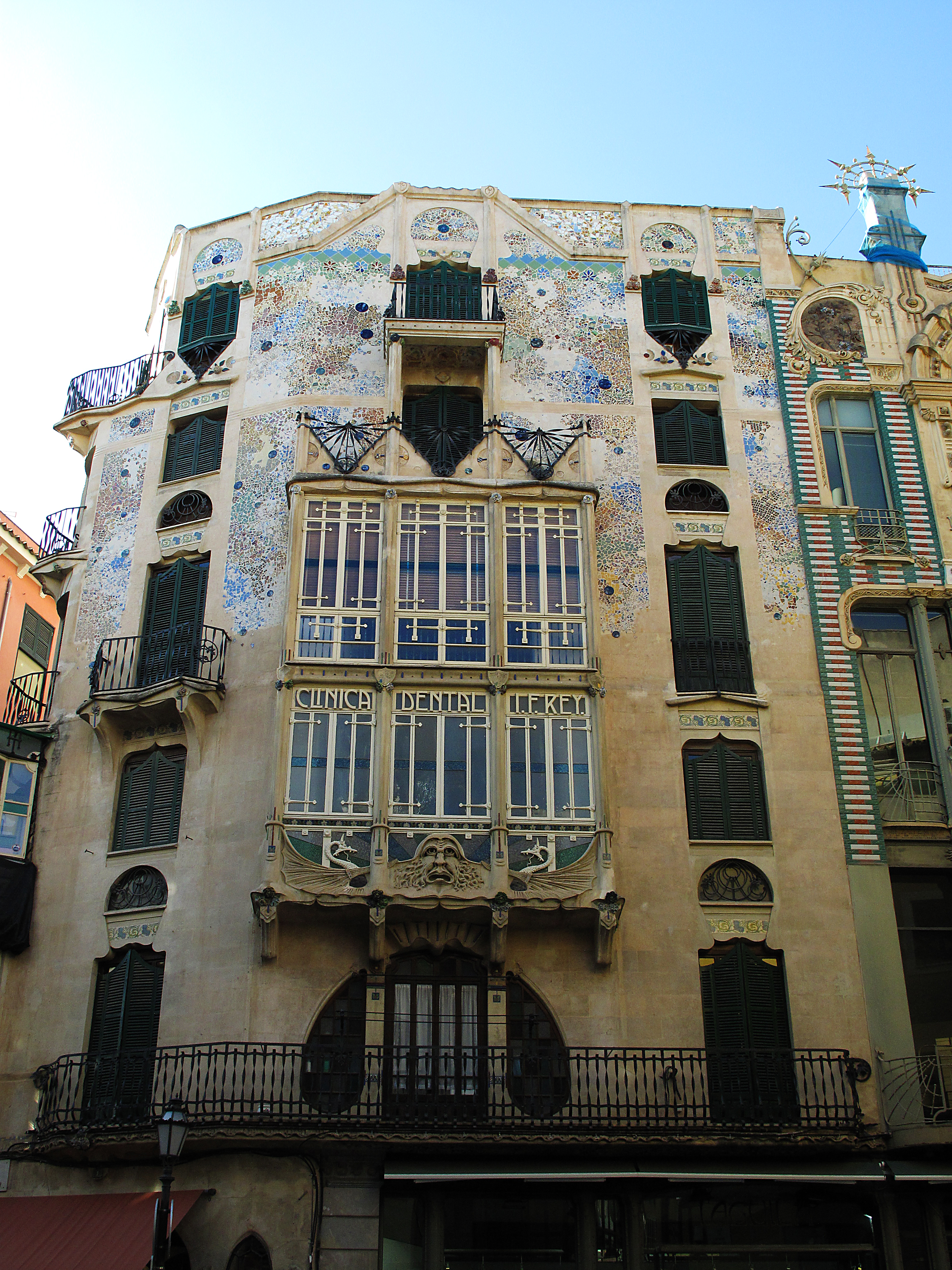
Can Forteza-Rey (Palma)
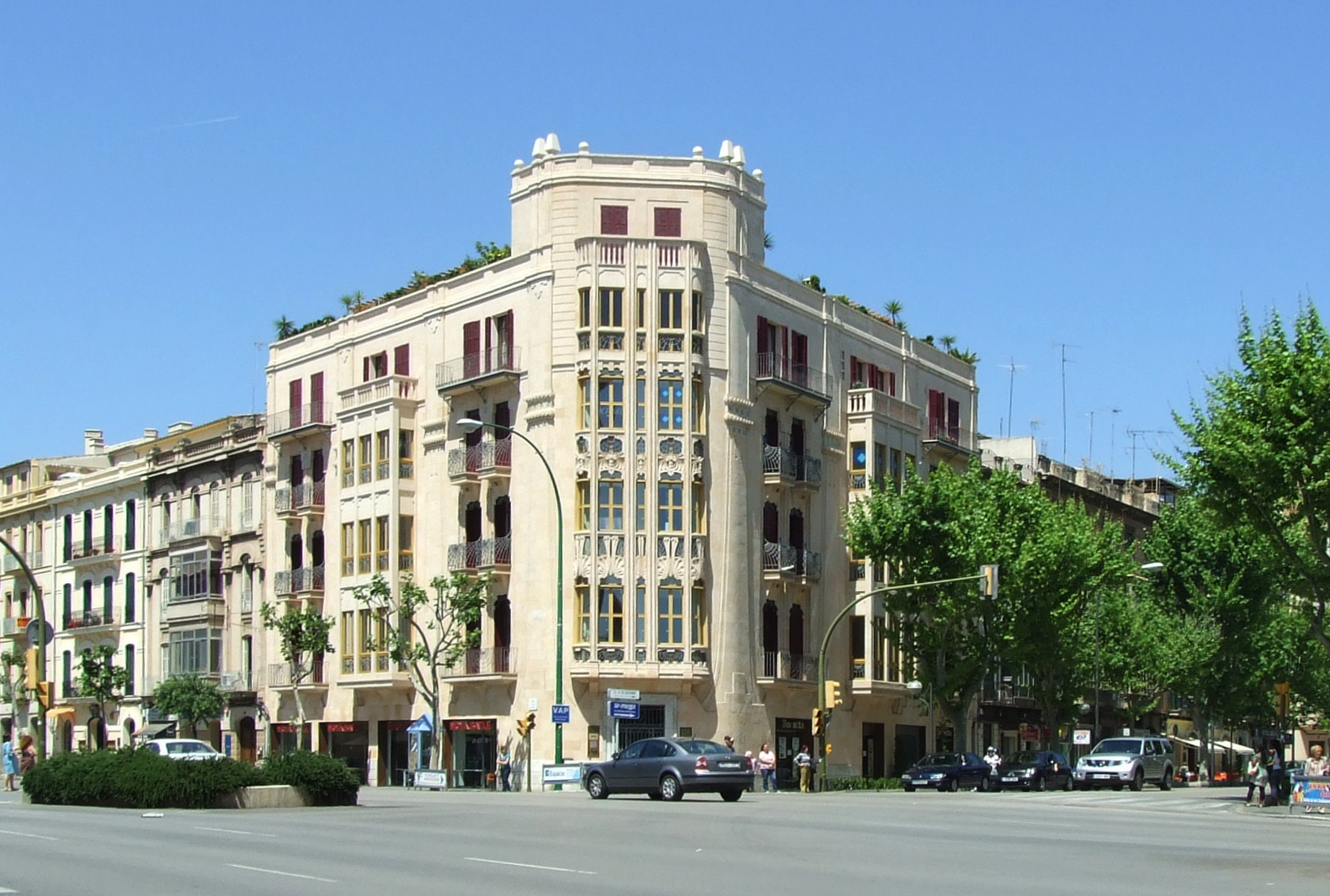
Can Segura (Palma)
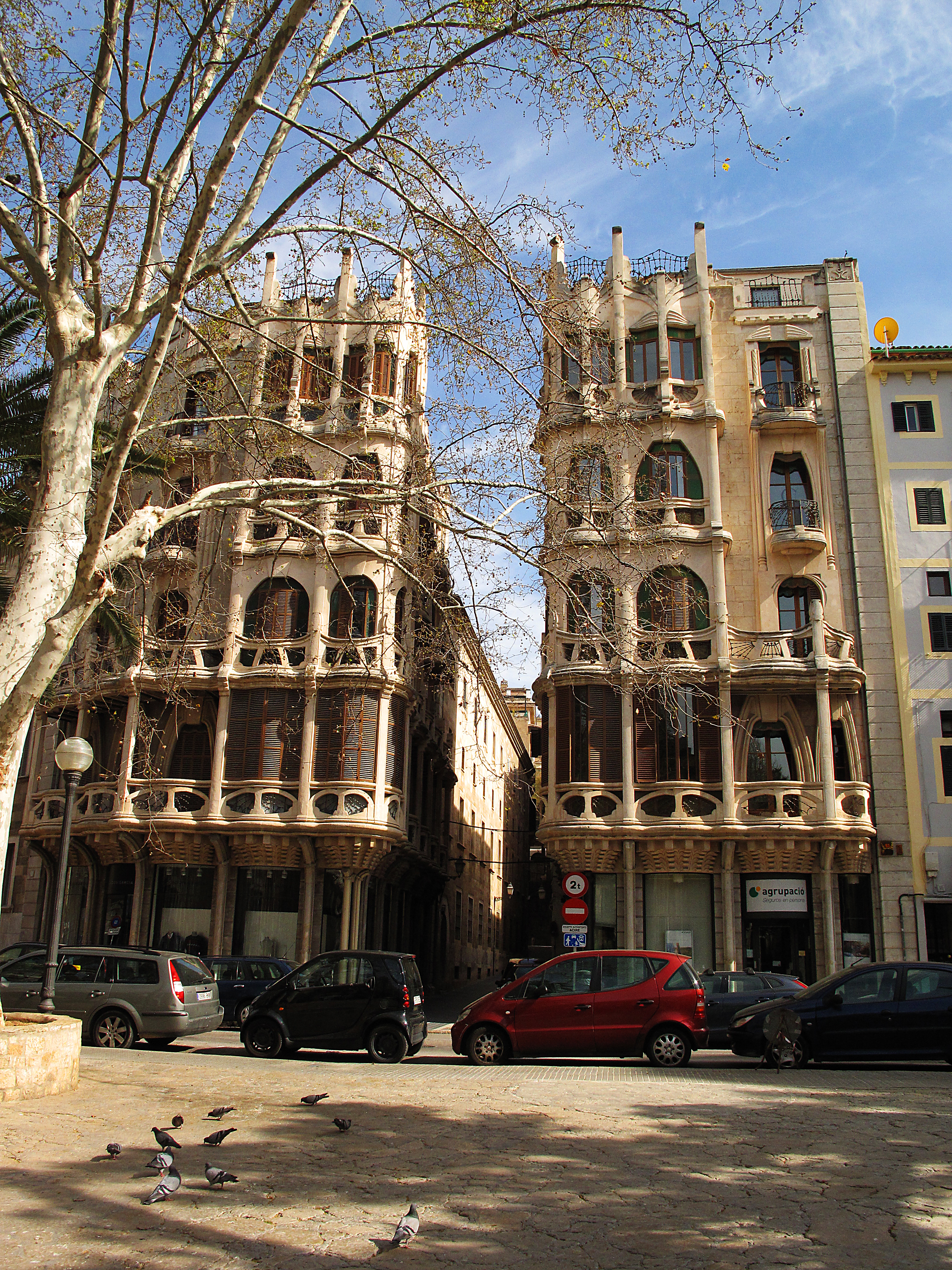
Can Casasayas (Palma)
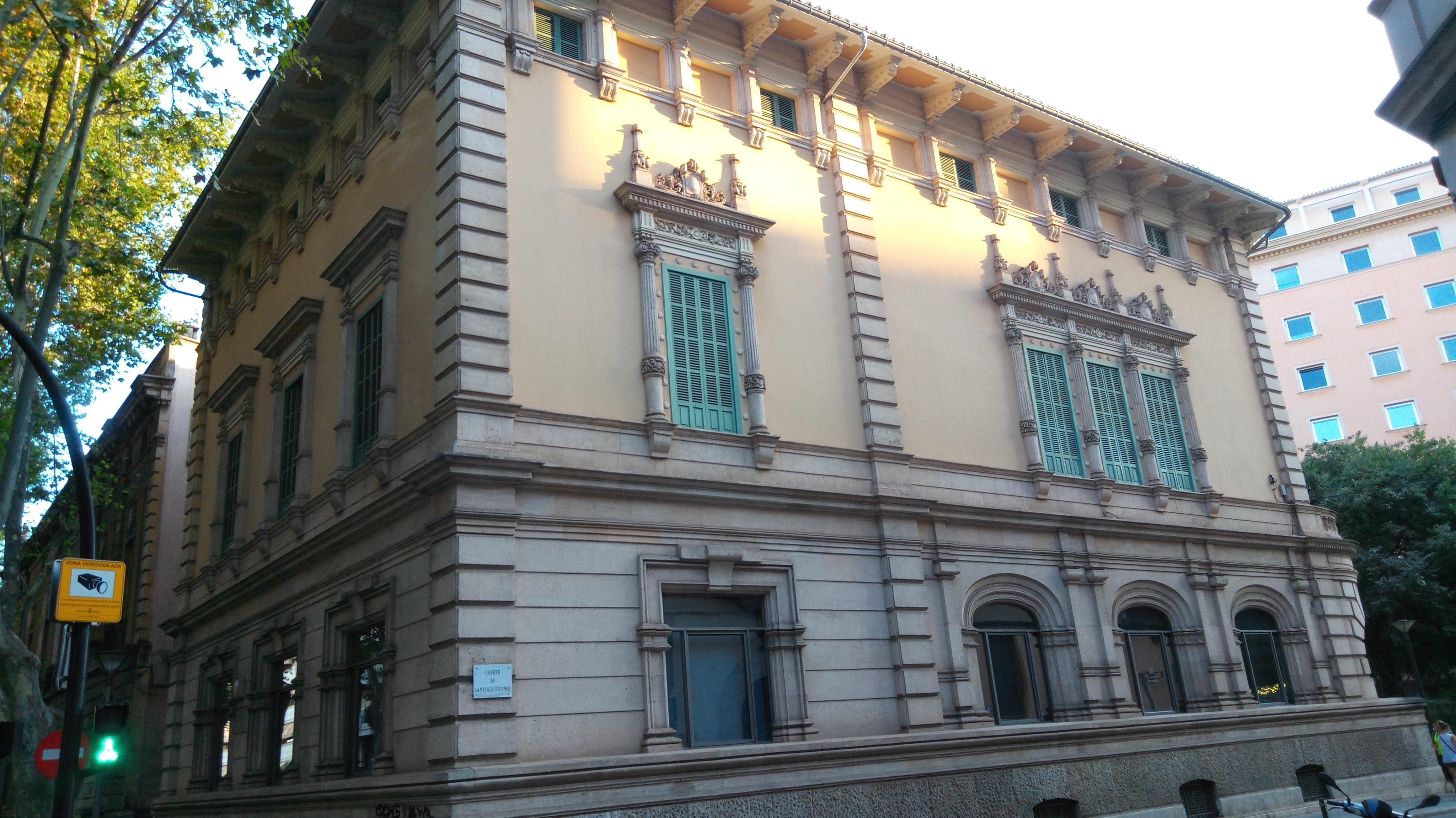
Col·legi de Notaris (Palma)
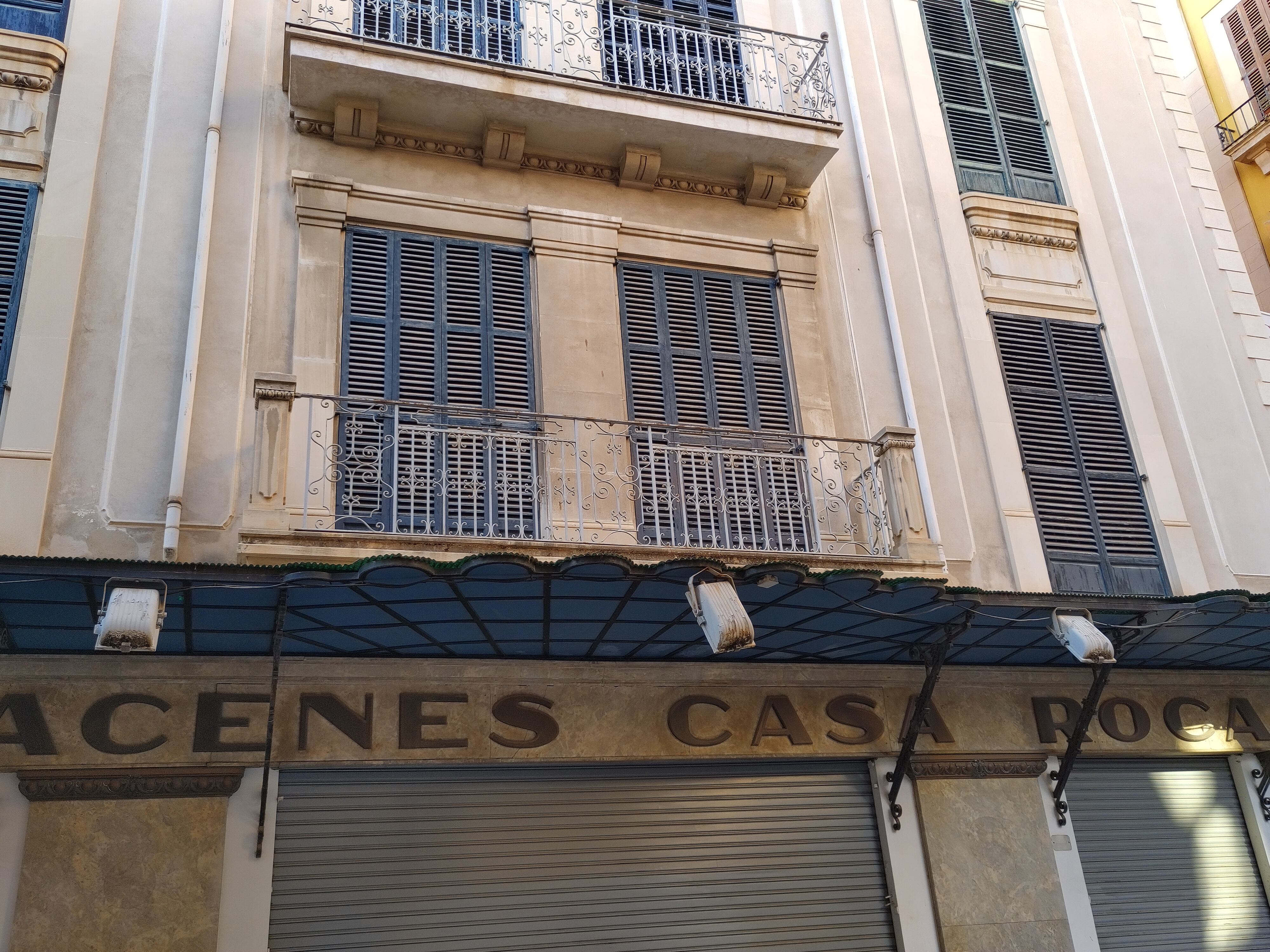
Casa Roca (Palma)
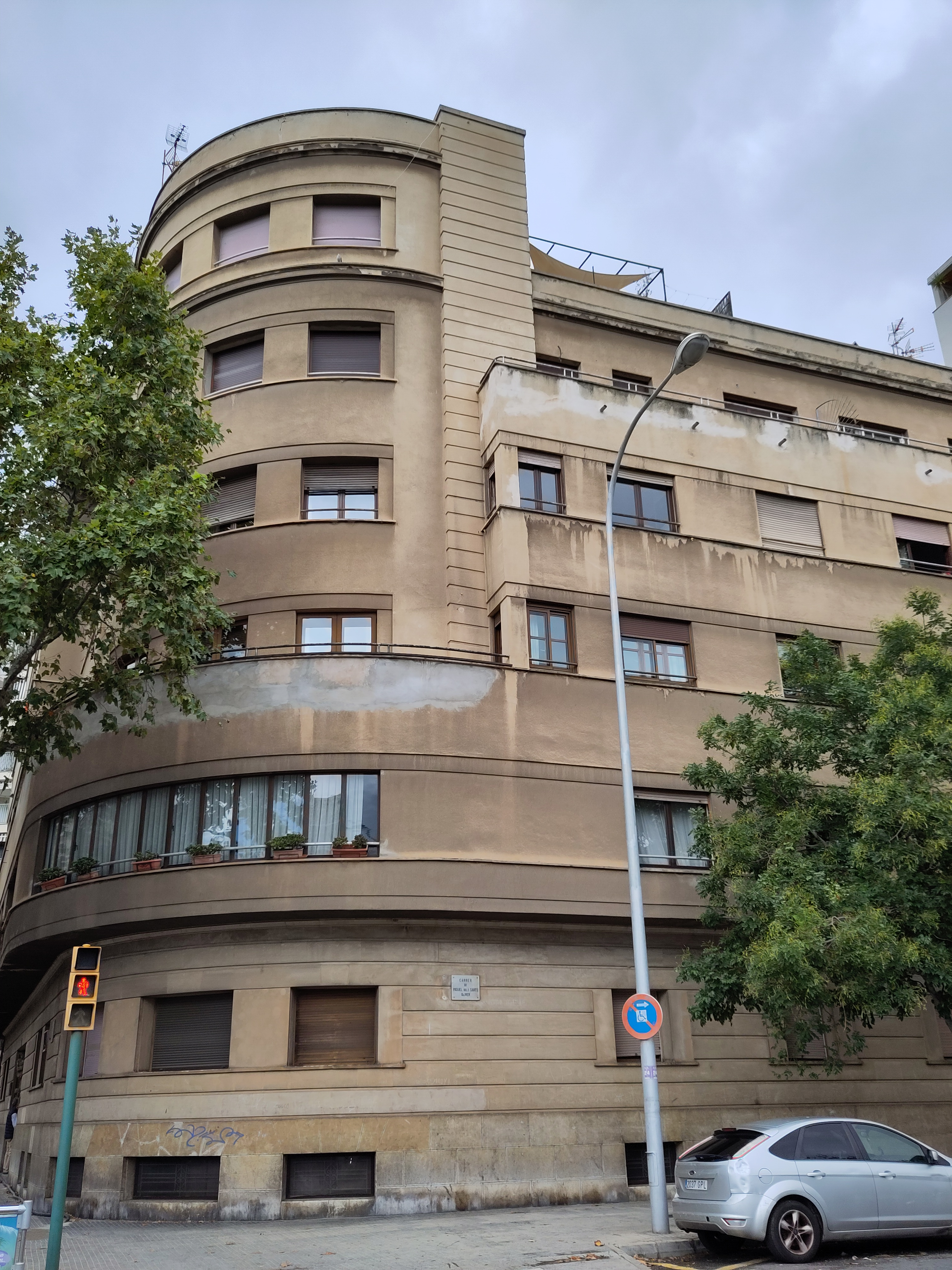
Can Magí Marquès (Palma)
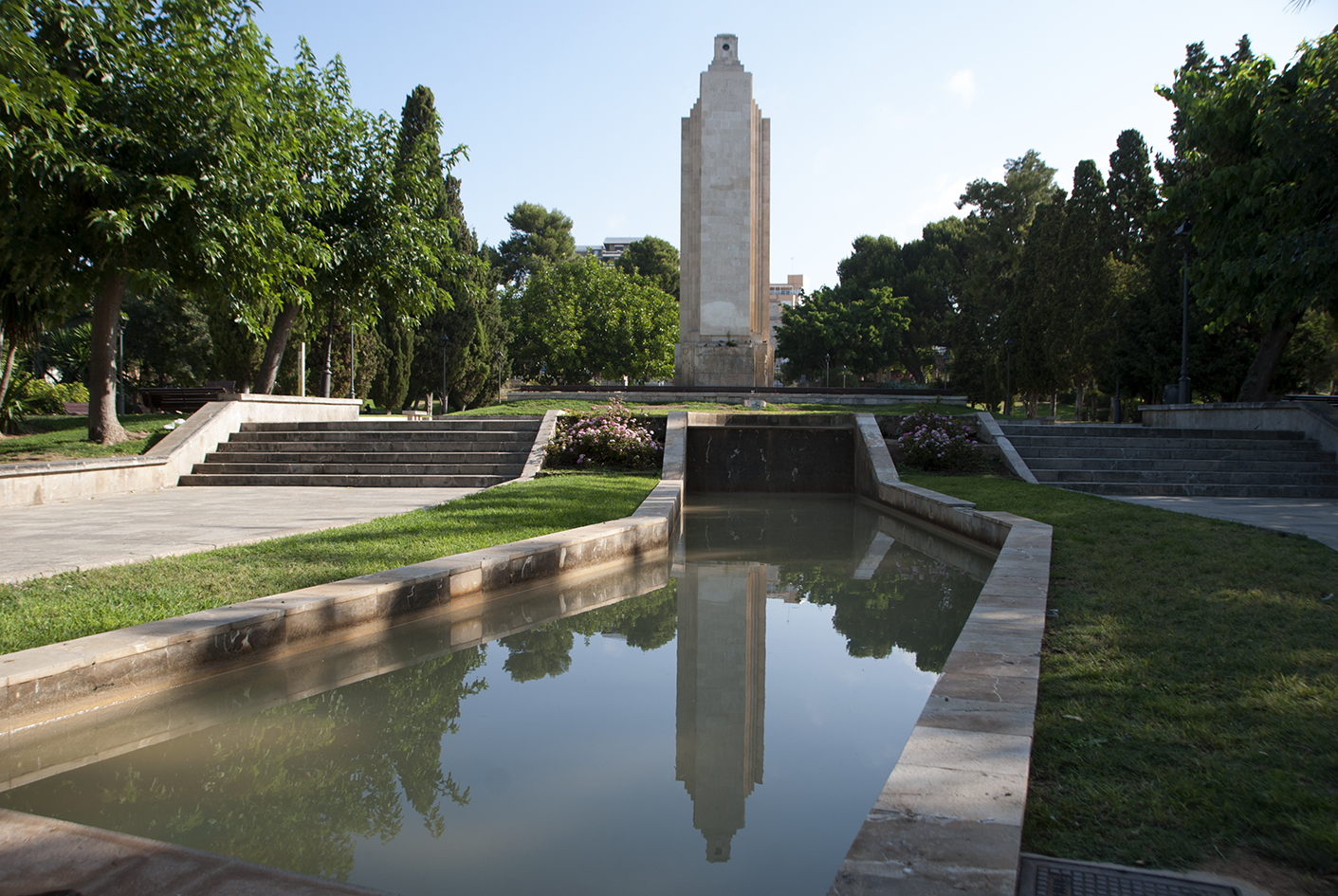
Monument víctimes creuer Baleares (Palma)
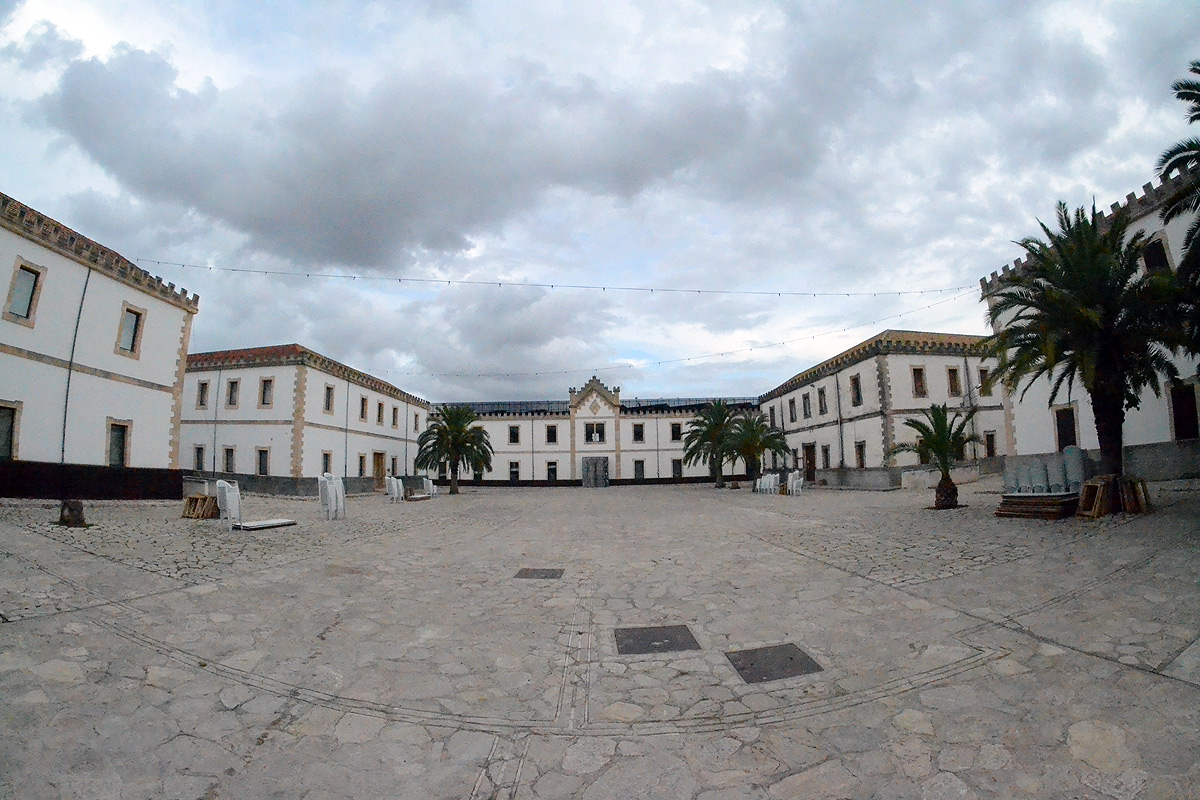
Quarter General Luque (Inca)
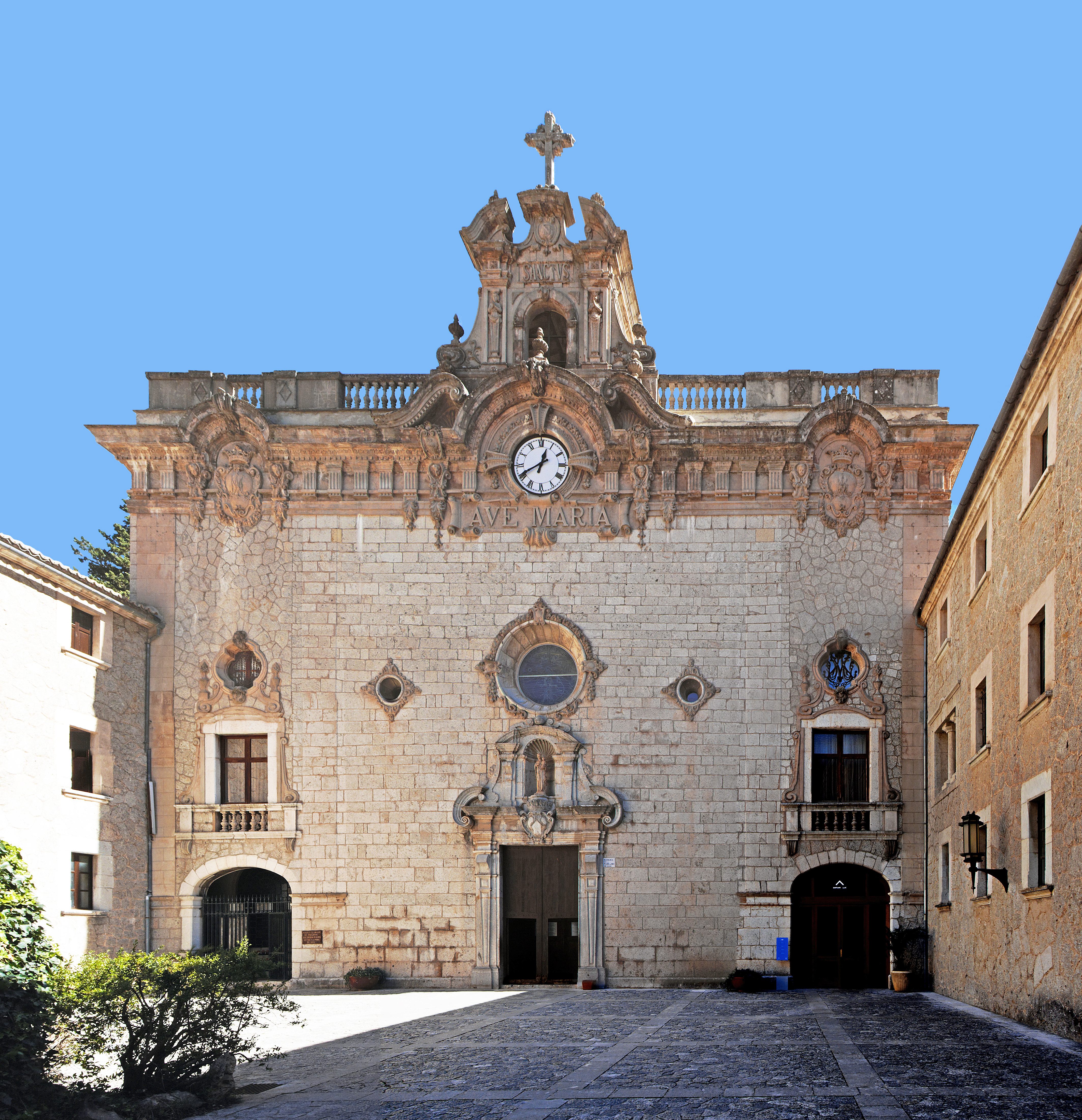
Façana església de Lluc (Escorca)

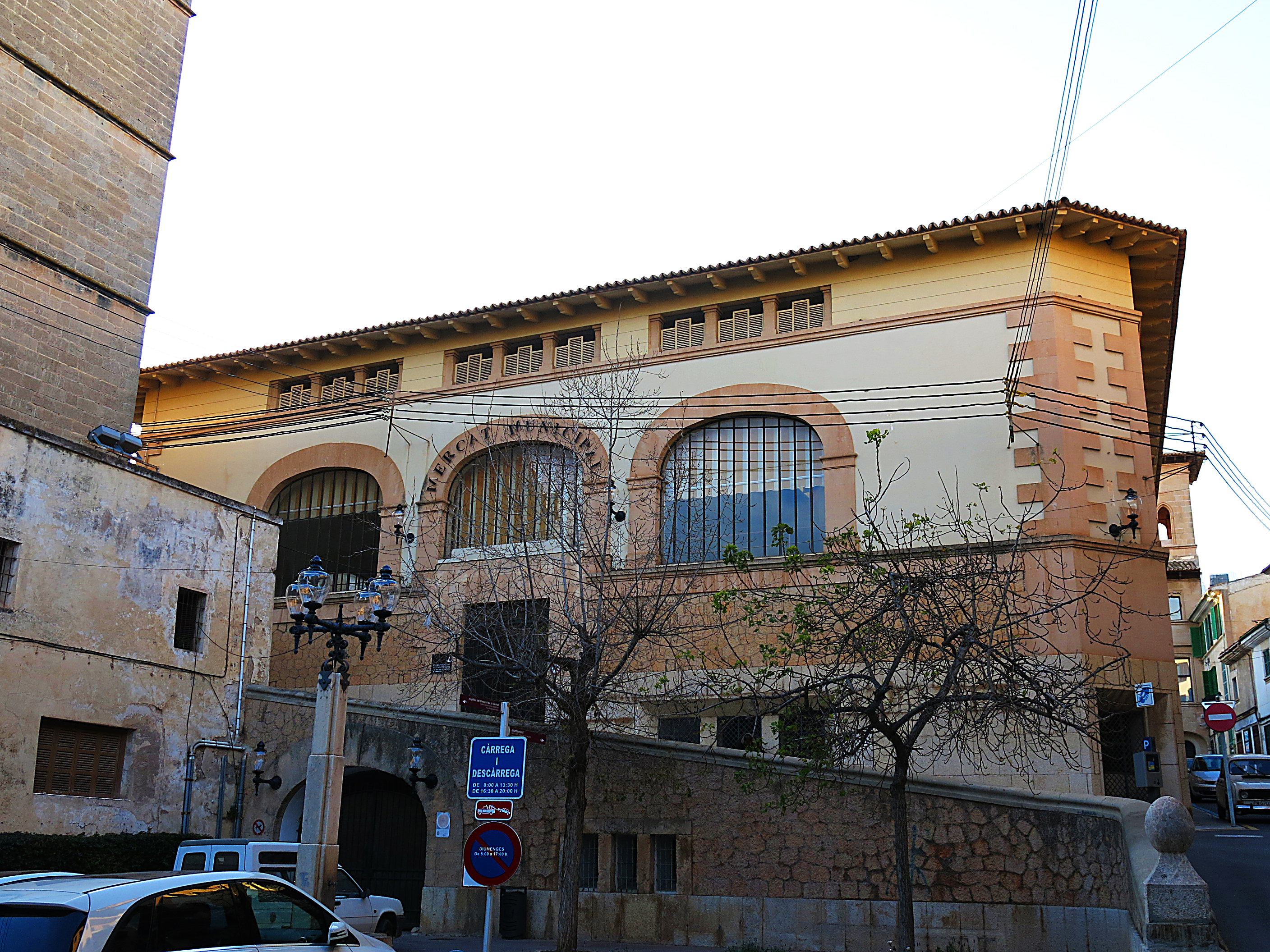
Mercat municipal (Felanitx)
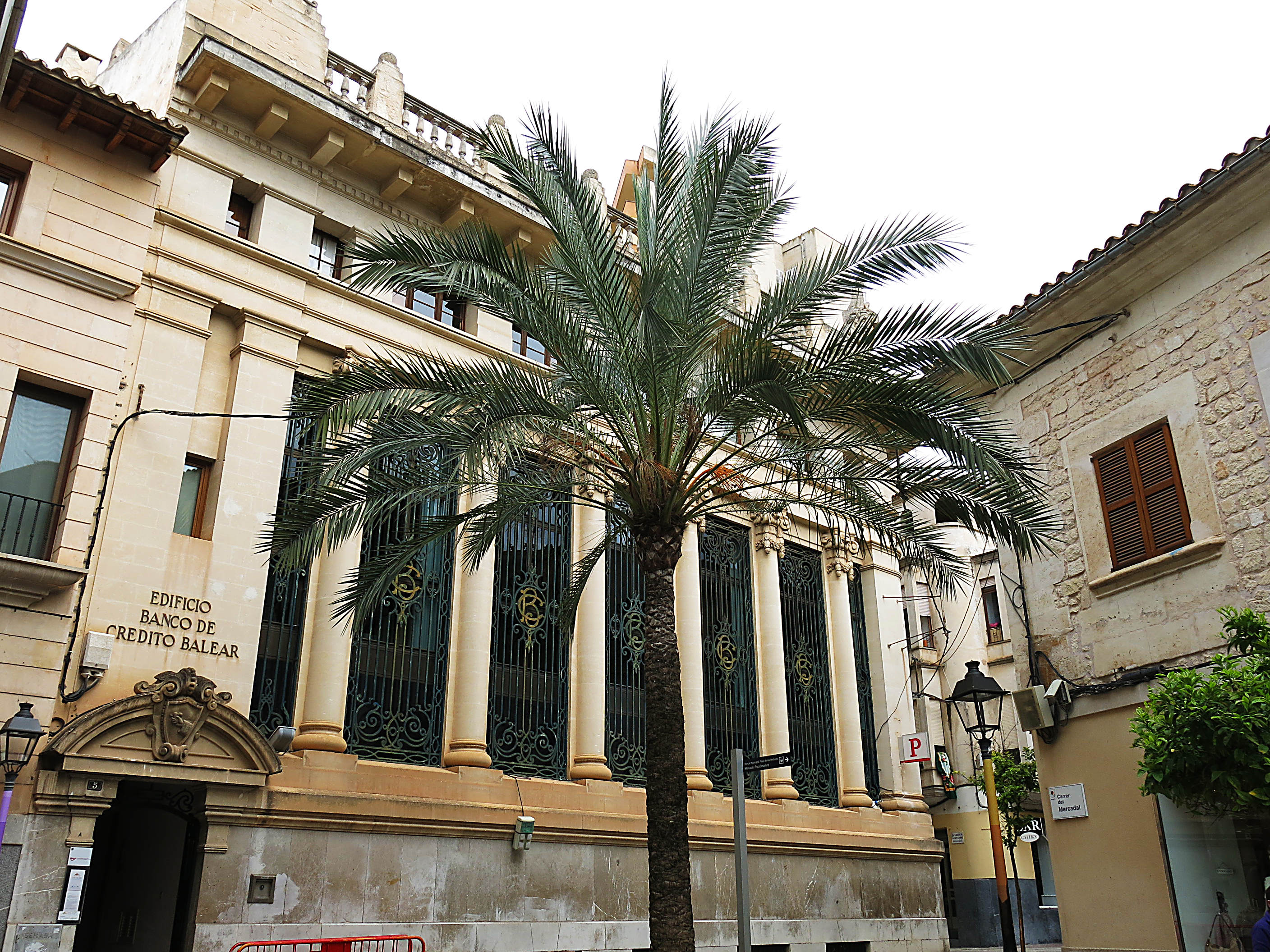
Banc de Crèdit Balear (Manacor)
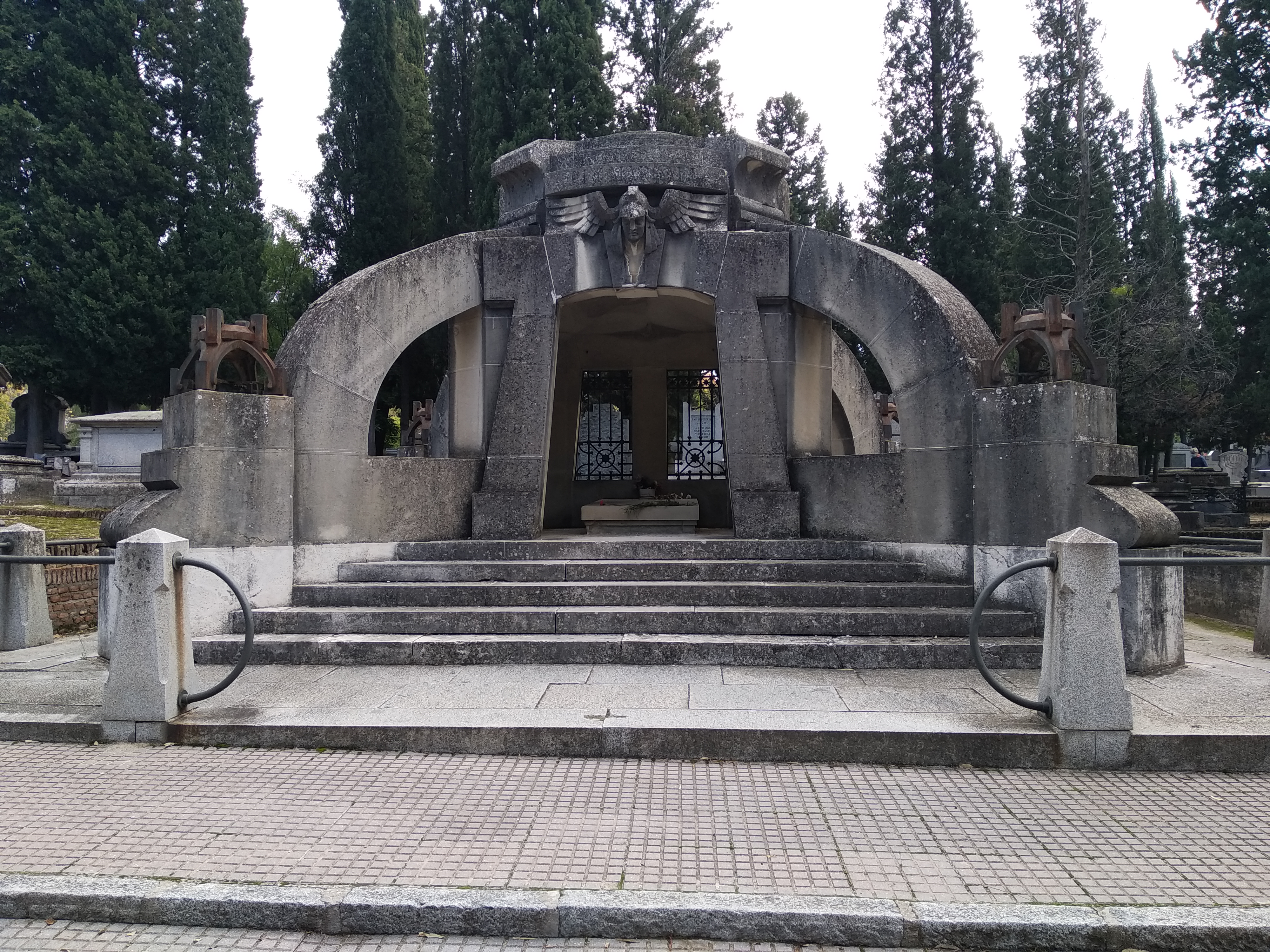
Mausoleu de Pi i Margall (Madrid)
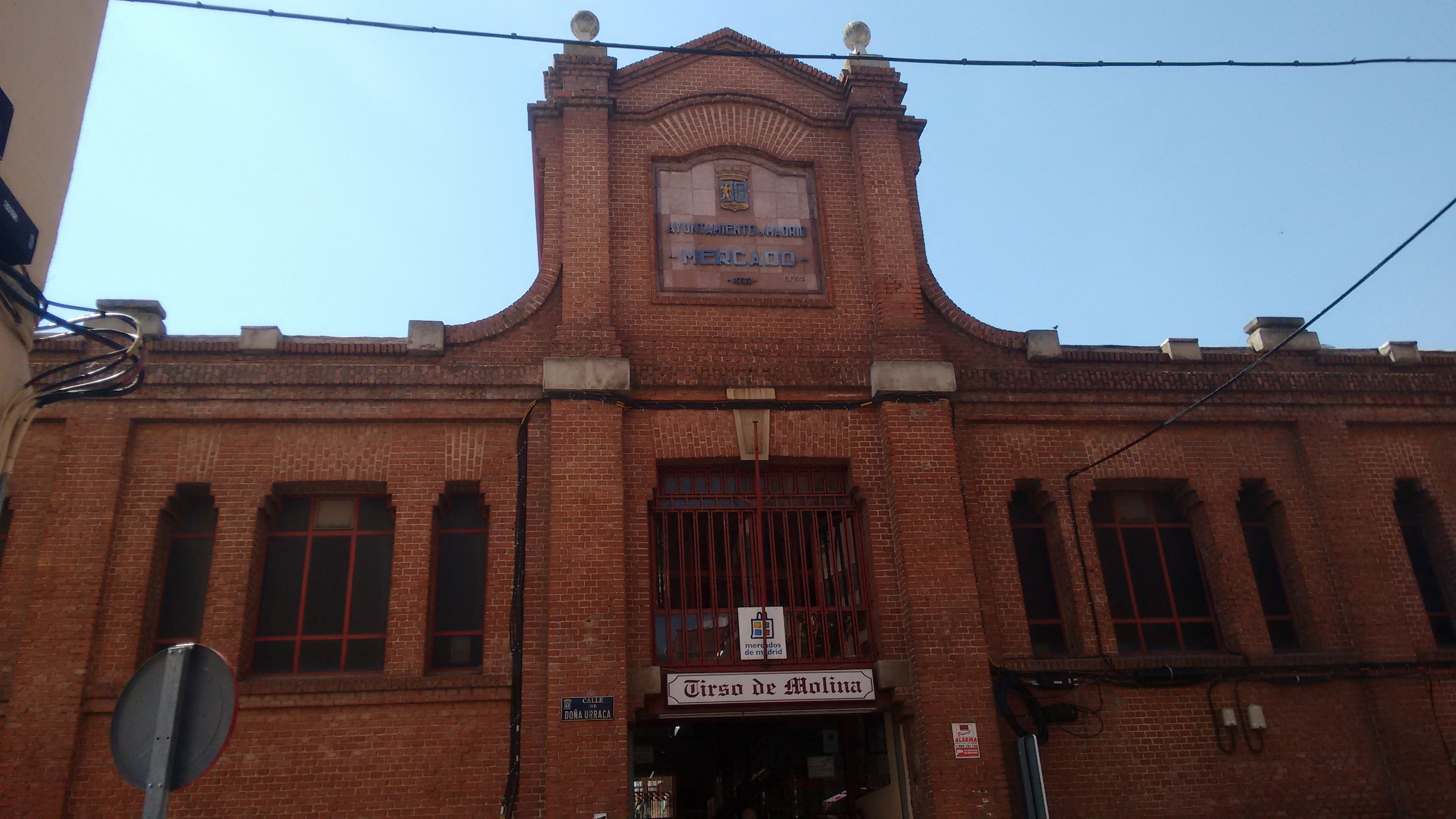
Mercat Tirso de Molina (Madrid)
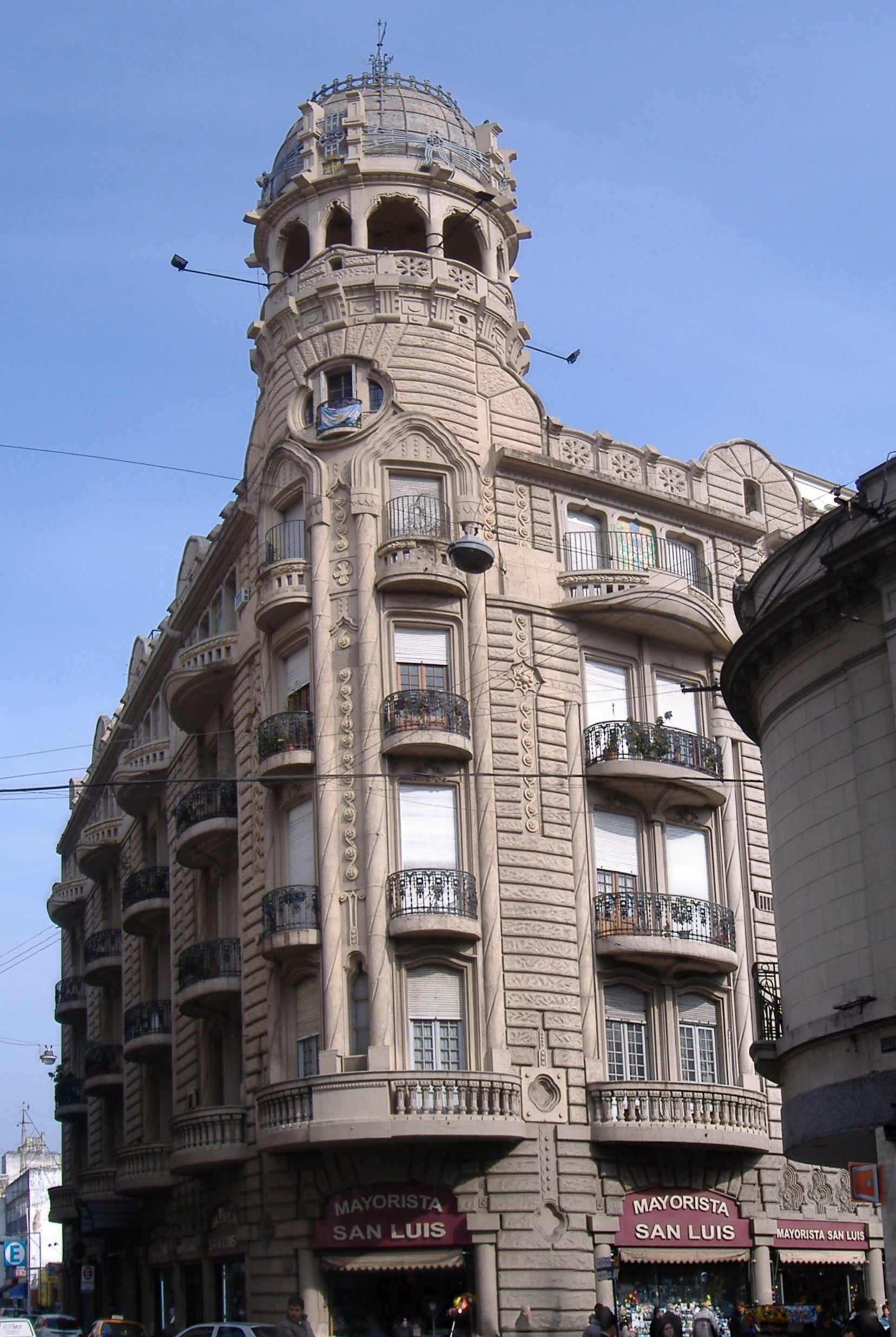
Palacio Cabanellas (Rosario)
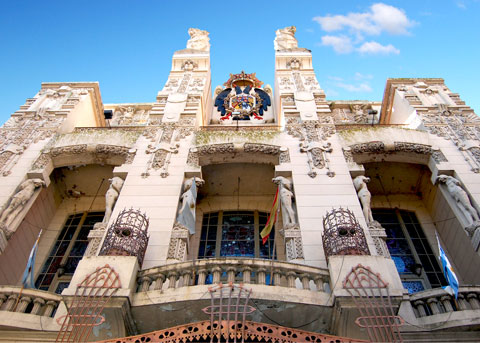
Club Español (Rosario)
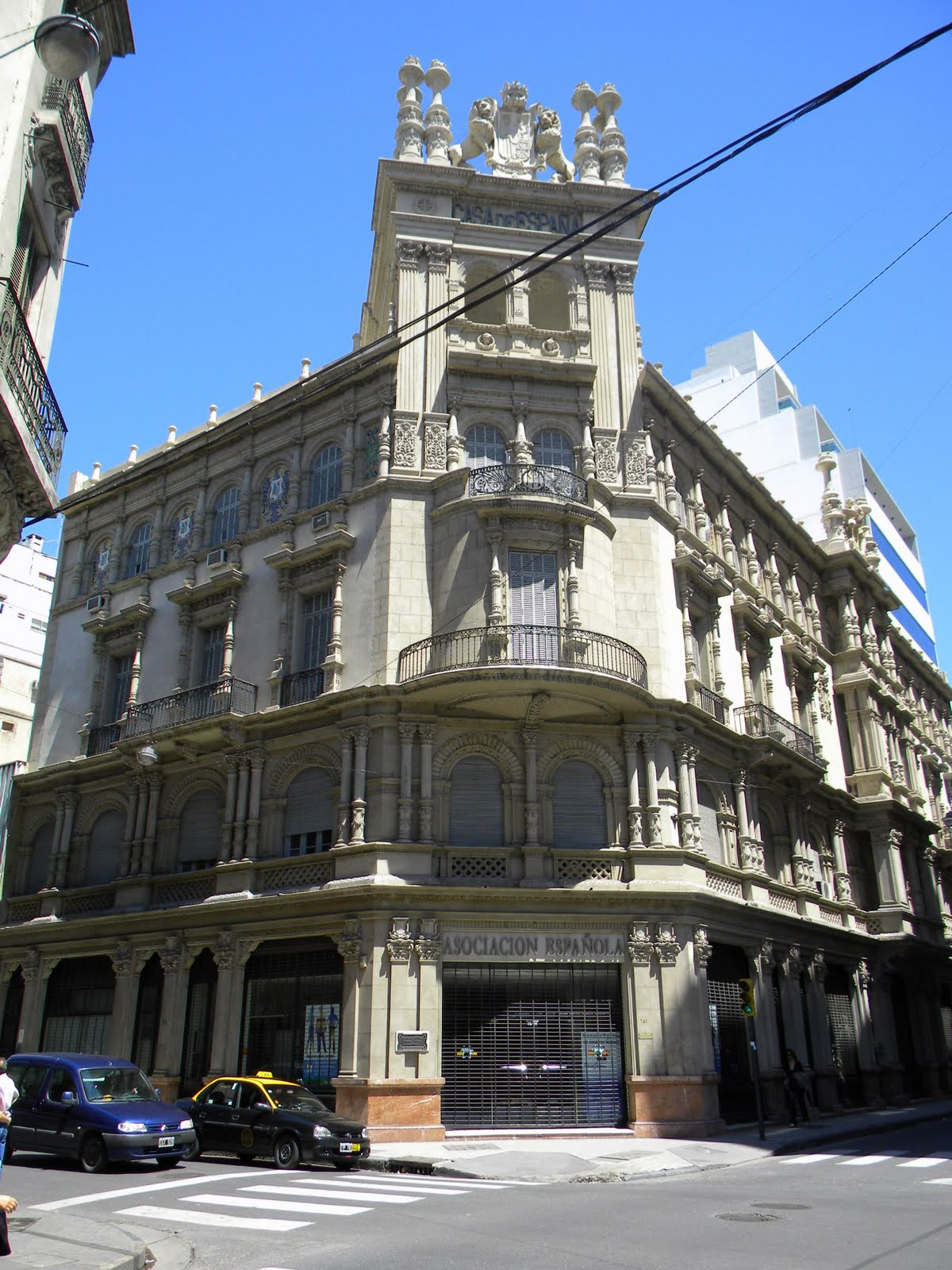
Asociación Española de Socorros Mutuos (Rosario)
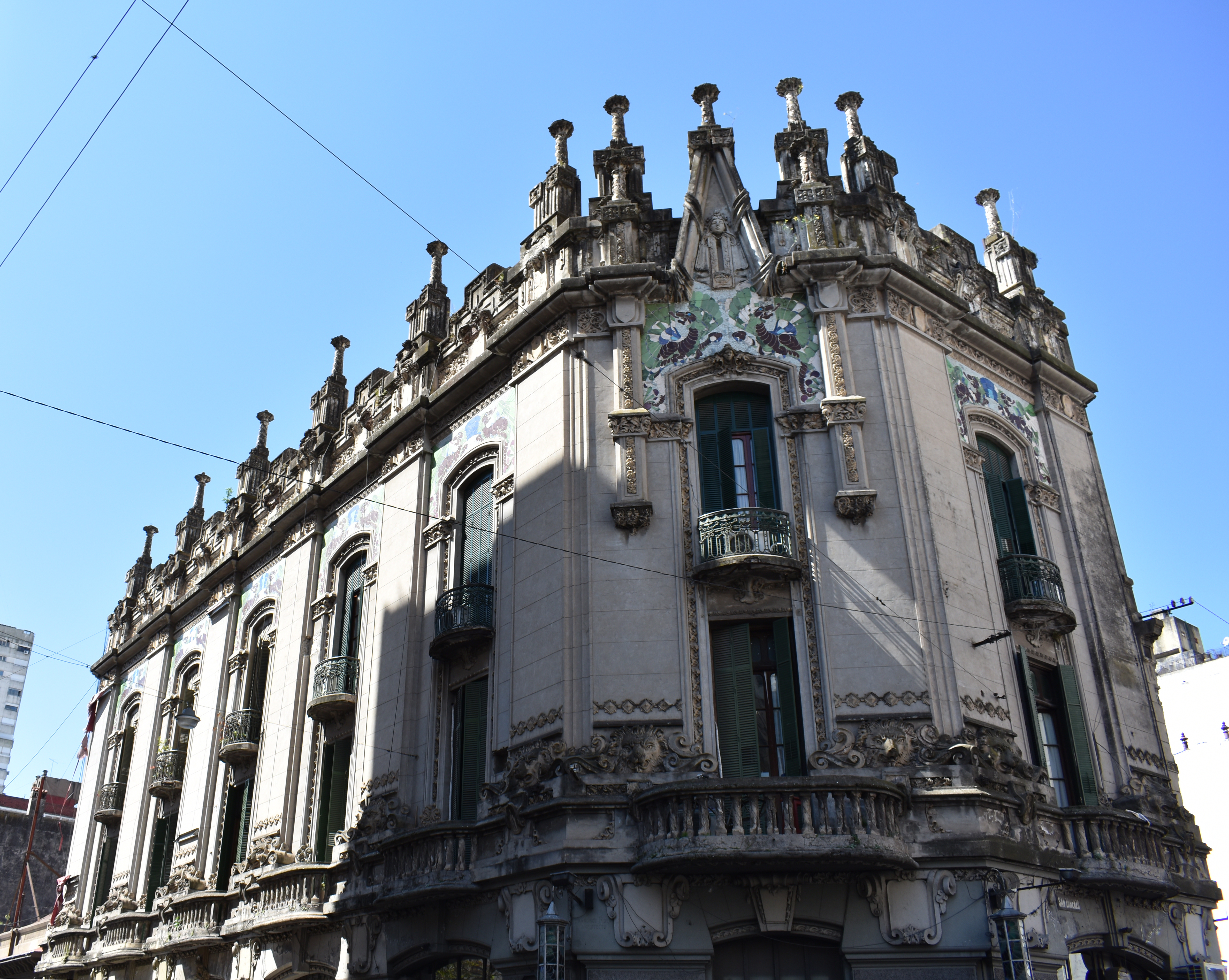
Edifici Remonda-Montserrat (Rosario)